# Građanski nogometni klub Dinamo Zagreb 2015-2016
Questa voce raccoglie le informazioni riguardanti il Građanski nogometni klub Dinamo Zagreb nelle competizioni ufficiali della stagione 2015-2016.

## Rosa
Aggiornata al 16 aprile 2016
| N. |                       | Ruolo | Calciatore          |
| -- | --------------------- | ----- | ------------------- |
| 1  | Croazia (bandiera)    | P     | Antonijo Ježina     |
| 34 | Portogallo (bandiera) | P     | Eduardo             |
| 98 | Croazia (bandiera)    | P     | Adrian Šemper       |
| 3  | Croazia (bandiera)    | D     | Mario Musa          |
| 19 | Croazia (bandiera)    | D     | Josip Pivarić       |
| 22 | Argentina (bandiera)  | D     | Leonardo Sigali     |
| 23 | Croazia (bandiera)    | D     | Gordon Schildenfeld |
| 26 | Croazia (bandiera)    | D     | Filip Benković      |
| 35 | Croazia (bandiera)    | D     | Borna Sosa          |
| 37 | Slovenia (bandiera)   | D     | Petar Stojanović    |
| 77 | Romania (bandiera)    | D     | Alexandru Mățel     |
| 87 | Francia (bandiera)    | D     | Jérémy Taravel      |
| 4  | Croazia (bandiera)    | C     | Damir Šovšić        |
| 7  | Croazia (bandiera)    | C     | Josip Brekalo       |
| 8  | Croazia (bandiera)    | C     | Domagoj Antolić     |

| N. |                                 | Ruolo | Calciatore             |
| -- | ------------------------------- | ----- | ---------------------- |
| 10 | Portogallo (bandiera)           | C     | Paulo Machado          |
| 13 | Portogallo (bandiera)           | C     | Gonçalo Santos         |
| 16 | Macedonia del Nord (bandiera)   | C     | Arijan Ademi           |
| 18 | Croazia (bandiera)              | C     | Domagoj Pavičić        |
| 24 | Croazia (bandiera)              | C     | Ante Ćorić             |
| 25 | Croazia (bandiera)              | C     | Bojan Knežević         |
| 30 | Croazia (bandiera)              | C     | Marko Rog              |
| 2  | Algeria (bandiera)              | A     | El Arbi Hillel Soudani |
| 9  | Cile (bandiera)                 | A     | Ángelo Henríquez       |
| 11 | Cile (bandiera)                 | A     | Junior Fernándes       |
| 14 | Bosnia ed Erzegovina (bandiera) | A     | Amer Gojak             |
| 15 | Bosnia ed Erzegovina (bandiera) | A     | Armin Hodžić           |
| 20 | Croazia (bandiera)              | A     | Marko Pjaca            |
| 21 | Spagna (bandiera)               | A     | Dani Olmo              |

Ceduti in prestito
| N. |                                 | Ruolo | Calciatore                           |
| -- | ------------------------------- | ----- | ------------------------------------ |
|    | Croazia (bandiera)              | P     | Dominik Livaković (al NK Zagreb)     |
|    | Croazia (bandiera)              | P     | Oliver Zelenika (al Lokomotiva)      |
|    | Croazia (bandiera)              | D     | Borna Barišić (al Lokomotiva)        |
|    | Croazia (bandiera)              | C     | Franko Andrijašević (al Lokomotiva)  |
|    | Croazia (bandiera)              | C     | Marcelo Brozović (al Internazionale) |
|    | Albania (bandiera)              | C     | Endri Çekiçi (al Lokomotiva)         |
|    | Croazia (bandiera)              | C     | Zvonko Pamić (al Lokomotiva)         |
|    | Bosnia ed Erzegovina (bandiera) | C     | Goran Zakarić (al Zrinjski)          |

| N. |                    | Ruolo | Calciatore                           |
| -- | ------------------ | ----- | ------------------------------------ |
|    | Croazia (bandiera) | A     | Duje Čop (al Málaga)                 |
|    | Croazia (bandiera) | A     | Kruno Ivančić (al Sesvete)           |
|    | Croazia (bandiera) | A     | Mirko Marić (al Lokomotiva)          |
|    | Croazia (bandiera) | A     | Filip Mihaljević (al Sesvete)        |
|    | Croazia (bandiera) | A     | Dejan Radonjić (al Maccabi Tel Aviv) |
|    | Croazia (bandiera) | A     | Ante Rukavina (al Viborg)            |
|    | Croazia (bandiera) | A     | Mario Šitum (al Spezia)              |

## Risultati

### 1. HNL
| Arbitro: | Bruno Marić (Daruvar) |

|             |           |           |
| Soudani 37’ | Marcatori | 8’ Caktaš |

| Arbitro: | Igor Križarić (Čakovec) |

|             |           |             |
| Radotić 11’ | Marcatori | 15’ Soudani |

| Arbitro: | Tihomir Pejin (Donji Miholjac) |

|                                               |           |                 |
| Hodžić 8’, 59’, 61’ Fernandes 39’ (rig.), 56’ | Marcatori | 51’ Nestorovski |

| Arbitro: | Bruno Marić (Daruvar) |

|  |           |                 |
|  | Marcatori | 13’, 73’ Hodžić |

| Zagabria 8 agosto 2015, ore 21:00 CEST (UTC+2) 5ª giornata | Dinamo Zagabria       | 0 – 0 referto | Rijeka | Stadion Maksimir (5 200 spett.)\| Arbitro: \| Mario Zebec (Cestica) \| |
| Arbitro:                                                   | Mario Zebec (Cestica) |               |        |                                                                        |

| Arbitro: | Ivan Bebek (Fiume) |

|                                       |           |  |
| Soudani 28’ Machado 46’ Henríquez 89’ | Marcatori |  |

| Arbitro: | Bruno Marić (Daruvar) |

|               |           |           |
| Zlomislić 20’ | Marcatori | 34’ Ćorić |

| Arbitro: | Jurica Mihalj (Velika Mlaka) |

|                                            |           |  |
| Paracki 11’ (aut.) Henríquez 44’ Mățel 79’ | Marcatori |  |

| Arbitro: | Željko Frković (Gospić) |

|  |           |                                             |
|  | Marcatori | 36’, 64’ Henríquez 70’ Fernandes 74’ Sigali |

| Spalato 19 settembre 2015, ore 17:00 CEST (UTC+2) 10ª giornata | Hajduk Spalato        | 0 – 0 referto | Dinamo Zagabria | Stadio municipale di Poljud (17 939 spett.)\| Arbitro: \| Bruno Marić (Daruvar) \| |
| Arbitro:                                                       | Bruno Marić (Daruvar) |               |                 |                                                                                    |

| Arbitro: | Jurica Mihalj (Velika Mlaka) |

|                                        |           |           |
| Hodžić 11’, 40’ Henríquez 17’ Musa 78’ | Marcatori | 83’ Grgić |

| Arbitro: | Goran Gabrilo (Spalato) |

|                            |           |                                   |
| Čabraja 6’ Nestorovski 38’ | Marcatori | 45+1’ (rig.) Fernandes 49’ Hodžić |

| Arbitro: | Marijo Strahonja (Zaprešić) |

|                                             |           |          |
| Fernandes 17’, 35’ Hodžić 56’ Henríquez 69’ | Marcatori | 1’ Boban |

| Arbitro: | Marko Matoc (Zaprešić) |

|                              |           |              |
| Samardžić 50’ Sharbini 90+1’ | Marcatori | 6’ Fernandes |

| Arbitro: | Ivan Bebek (Fiume) |

|             |           |  |
| Franjić 38’ | Marcatori |  |

| Arbitro: | Tihomir Pejin (Donji Miholjac) |

|               |           |  |
| Fernandes 81’ | Marcatori |  |

| Arbitro: | Ante Vučemilović-Šimunović (Osijek) |

|           |           |                           |
| Delić 39’ | Marcatori | 43’ Taravel 55’ Henríquez |

| Arbitro: | Fran Jović (Zagabria) |

|                       |           |            |
| Rog 5’, 72’ Ćorić 79’ | Marcatori | 41’ Grezda |

| Arbitro: | Ante Vučemilović-Šimunović (Osijek) |

|                            |           |            |
| Fernandes 5’ Soudani 90+5’ | Marcatori | 17’ Caktaš |

| Arbitro: | Mario Zebec (Cestica) |

|  |           |           |
|  | Marcatori | 41’ Pjaca |

| Arbitro: | Tihomir Pejin (Donji Miholjac) |

|             |           |  |
| Soudani 86’ | Marcatori |  |

| Arbitro: | Dalibor Mlakar (Zagabria) |

|           |           |                                 |
| Medić 30’ | Marcatori | 63’ Fernandes 67’ (rig.) Hodžić |

| Arbitro: | Ante Vučemilović-Šimunović (Osijek) |

|                               |           |  |
| Soudani 64’, 90+2’ Sigali 83’ | Marcatori |  |

| Arbitro: | Andrej Burilo (Osijek) |

|           |           |  |
| Pjaca 63’ | Marcatori |  |

| Arbitro: | Mario Zebec (Cestica) |

|  |           |          |
|  | Marcatori | 6’ Pjaca |

| Arbitro: | Goran Gabrilo (Spalato) |

|                     |           |             |
| Ćorić 2’ Hodžić 58’ | Marcatori | 32’ Križman |

| Arbitro: | Željko Frković (Gospić) |

|                            |           |                       |
| Pjaca 19’, 31’ Ćorić 90+3’ | Marcatori | 53’ Çekiçi 56’ Fiolić |

| Arbitro: | Ante Vučemilović-Šimunović (Osijek) |

|          |           |  |
| Tudor 4’ | Marcatori |  |

| Arbitro: | Igor Križarić (Čakovec) |

|                                           |           |  |
| Taravel 36’ Fernandes 90+2’ Henríquez 65’ | Marcatori |  |

| Arbitro: | Andrej Burilo (Osijek) |

|  |           |             |
|  | Marcatori | 41’ Soudani |

| Arbitro: | Igor Pajač (Sveti Ivan Zelina) |

|                    |           |  |
| Taravel 39’ (rig.) | Marcatori |  |

| Fiume 19 aprile 2016, ore 20:00 CEST (UTC+2) 32ª giornata | Rijeka                | 0 – 0 referto | Dinamo Zagabria | Stadion Rujevica (5 685 spett.)\| Arbitro: \| Bruno Marić (Daruvar) \| |
| Arbitro:                                                  | Bruno Marić (Daruvar) |               |                 |                                                                        |

| Arbitro: | Mario Zebec (Cestica) |

|  |           |           |
|  | Marcatori | 36’ Pjaca |

| Arbitro: | Tihomir Pejin (Donji Miholjac) |

|           |           |  |
| Pjaca 22’ | Marcatori |  |

| Arbitro: | Mario Zebec (Cestica) |

|  |           |                                   |
|  | Marcatori | 35’ Pjaca 44’ Sigali 90+1’ Hodžić |

| Arbitro: | Igor Pajač (Sveti Ivan Zelina) |

|  |           |                                            |
|  | Marcatori | 23’ Rog 29’ Hodžić 47’ Gojak 56’ Fernandes |

Fonte: Croatian Football Federation

### Coppa di Croazia
| Arbitro: | Jurica Mihalj (Velika Mlaka) |

|           |           |                                                                             |
| Trčak 44’ | Marcatori | 27’ (rig.) Machado 50’ Morris 56’, 69’ Çekiçi 57’ Hodžić 64’ Olmo 82’ Mățel |

| Arbitro: | Ivan Bebek (Fiume) |

|               |           |                                      |
| Starčević 38’ | Marcatori | 62’ Hodžić 70’ Henríquez 87’ Soudani |

| Arbitro: | Ante Vučemilović-Šimunović (Osijek) |

|  |           |            |
|  | Marcatori | 10’ Hodžić |

| Arbitro: | Damir Batinić (Osijek) |

|  |           |                       |
|  | Marcatori | 23’ Soudani 29’ Ćorić |

| Arbitro: | Ivan Bebek (Fiume) |

|                                           |           |  |
| Brekalo 2’ Fernandes 24’, 50’ Soudani 67’ | Marcatori |  |

| Arbitro: | Ante Vučemilović-Šimunović (Osijek) |

|                          |           |           |
| Pjaca 31’ (rig.) Rog 77’ | Marcatori | 61’ Ejupi |

Fonte: Croatian Football Federation

### UEFA Champions League

#### Preliminari
| Arbitro: | Neil Doyle |

|               |           |           |
| Henríquez 36’ | Marcatori | 25’ Hadji |

| Arbitro: | Sergey Tsinkevich |

|  |           |                        |
|  | Marcatori | 29’, 40’ Pjaca 75’ Rog |

| Arbitro: | Serge Gumienny |

|               |           |            |
| Henríquez 18’ | Marcatori | 21’ Kamara |

| Arbitro: | Michael Oliver |

|                                               |           |                             |
| Hussain 43’ Elyounoussi 52’ (rig.) Kamara 75’ | Marcatori | 17’ Pjaca 20’ Ademi 22’ Rog |

| Arbitro: | Sergei Karasev |

|             |           |                           |
| Shkëmbi 37’ | Marcatori | 66’ Soudani 90+3’ Pivarić |

| Arbitro: | Gianluca Rocchi |

|                                        |           |                 |
| Soudani 9’, 80’ Hodžić 15’ Taravel 55’ | Marcatori | 10’ Esquerdinha |

#### Fase a gironi
| Arbitro: | Ovidiu Haţegan |

|                           |           |             |
| Pivarić 24’ Fernandes 58’ | Marcatori | 79’ Walcott |

| Arbitro: | Aleksei Kulbakov |

|                                                       |           |  |
| Douglas Costa 13’ Lewandowski 21’, 28’, 55’ Götze 25’ | Marcatori |  |

| Arbitro: | Paolo Tagliavento |

|  |           |           |
|  | Marcatori | 79’ Ideye |

| Arbitro: | Antonio Mateu Lahoz |

|                |           |            |
| Pardo 65’, 90’ | Marcatori | 21’ Hodžić |

| Arbitro: | Viktor Kassai |

|                           |           |  |
| Özil 29’ Sánchez 33’, 69’ | Marcatori |  |

| Arbitro: | Martin Strömbergsson |

|  |           |                      |
|  | Marcatori | 61’, 64’ Lewandowski |